# Brocken-Benno

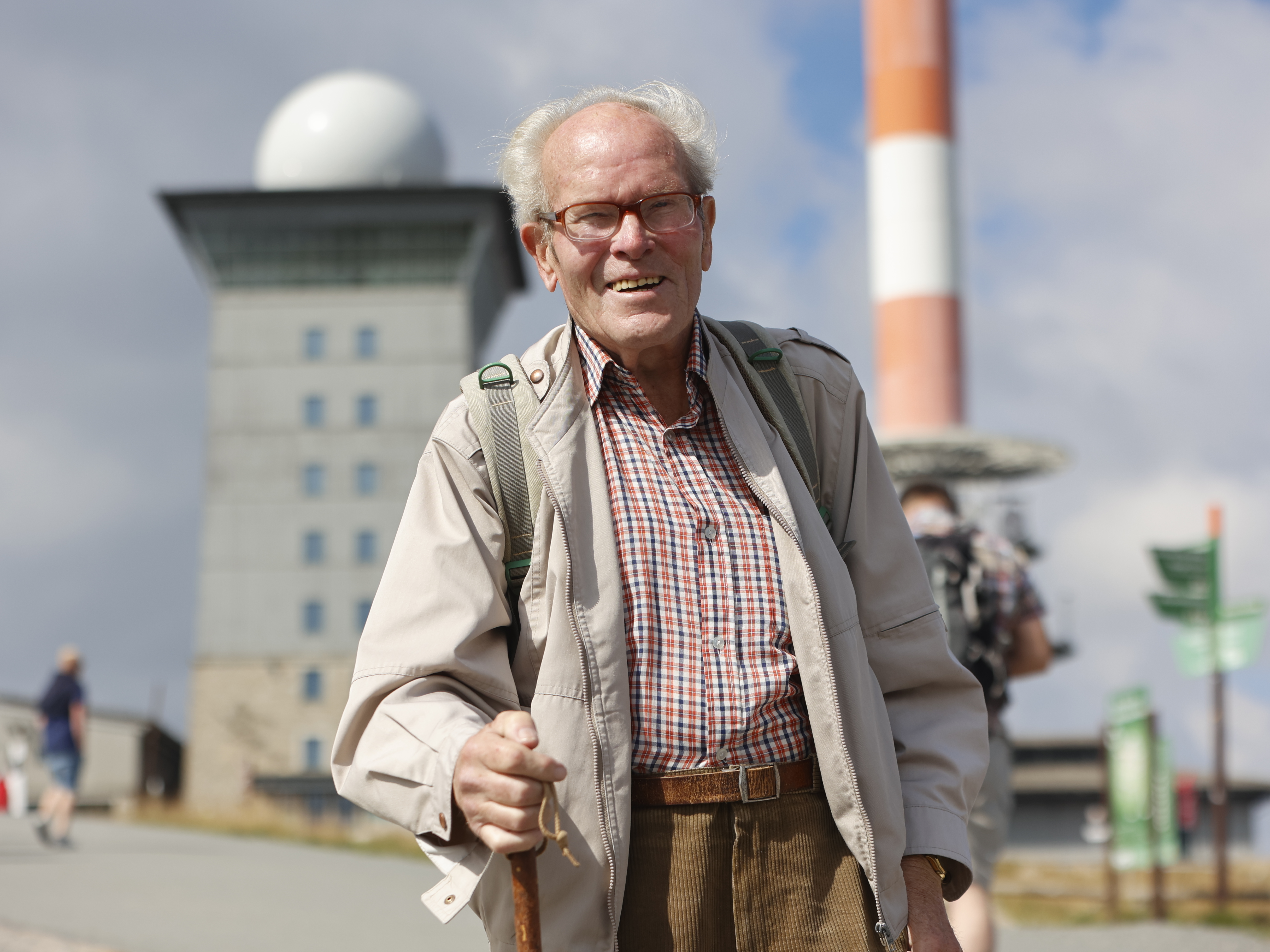
Brocken-Benno, August 2022

Brocken-Benno, eigentlich Benno Wolfgang Schmidt (* 22. Mai 1932 in Bochum; † 23. Dezember 2022 in Wernigerode), war ein deutscher Rekordwanderer. Er bestieg den Brocken im Harz mehr als neuntausend Mal.

## Leben
Schmidt wuchs im Harz auf und war schon früh in den Wäldern des Gebirges unterwegs. Von 1947 bis 1950 machte er eine Lehre im Landratsamt des Landkreises Wernigerode in Wernigerode. Später absolvierte er ein Fachschulstudium, das er als Handelsökonom abschloss. Schmidt arbeitete als Referatsleiter Planung im Kreisamt für Handel und Versorgung des Kreises Wernigerode. Ab 1983 war er Bereichsdirektor in der Konsumgenossenschaft.
Häufig hielt er sich mit Freunden in den Harzer Wäldern auf. Vielfach wanderte er von Wernigerode aus auch auf den Brocken. Diese Wanderungen hörten im August 1961 abrupt auf. Der Gipfel des Brocken lag nahe der innerdeutschen Grenze und ein Zugang war seit 1961 zeitgleich zum Bau der Berliner Mauer nicht mehr möglich. Der im Sperrgebiet an der Innerdeutschen Grenze zur Bundesrepublik Deutschland (BRD) liegende Berg wurde zum militärischen Sperrgebiet erklärt und mit gegen den Westen (BRD) gerichteten Abhöranlagen ausgestattet. Um die Brockenkuppe wurde eine Mauer gebaut. Das Gebiet bewachten die Grenztruppen der DDR und Truppen der Sowjetarmee.
Auch nach Abriegelung des Brockens betrat Benno Schmidt das gesperrte Grenzgebiet. Er hatte zwar einen dienstlichen Passierschein, der nur für die jeweiligen Orte, jedoch nicht für die Waldgebiete galt. In den 1970er Jahren wurde er bei einer solchen Tour im Ilsetal verhaftet. Er erhielt hierfür einen dienstlichen Verweis. Eine strenge Rüge erhielt er, als von ihm nicht angegebene Westkontakte bekannt wurden. Seitdem war er ein Beobachtungsziel des Ministeriums für Staatssicherheit (MfS).
Für Zivilisten wurde der Brocken erst wieder am 3. Dezember 1989 erreichbar, kurz nach dem Fall der Berliner Mauer. Benno Schmidt zählte an diesem Tag zu den mehreren hundert Menschen, die auf den Zugang und die Öffnung der Brockenmauer drängten. Im Juni 1990 wurde er nahe dem Bahnhof Brocken von einem Wachhund der sowjetischen Armee ins Bein gebissen.
Nachdem der Brocken wieder frei zugänglich war, nahm Schmidt seine Wanderungen auf diesen Berg wieder auf, wobei es zunächst nicht um Rekorde, sondern um das Naturerlebnis ging. Am 26. August 1995 beging er seinen tausendsten Aufstieg und erhielt an diesem Tag von Wanderfreunden des Harzklubs Wernigerode den Beinamen Brocken-Benno. Am Tag der Deutschen Einheit 2016 erreichte er den Gipfel zum achttausendsten Mal und bestieg den Berg auch weiterhin fast täglich, selbst bei Orkan. Seinen neuntausendsten Aufstieg beging er offiziell an seinem 90. Geburtstag am 22. Mai 2022 mit Wanderfreunden beim Brockenwirt.
Immer wieder wurde über Brocken-Benno in der Presse berichtet. Er wurde in den Jahren 1997, 1998 und 2000 mit Einträgen in das Guinness-Buch der Rekorde als „tüchtigster Brockenwanderer“ geehrt. Bei seinen Auf- und Abstiegen traf er diverse Prominente wie Reinhold Messner, Christian Wulff oder Edmund Stoiber.
Brocken-Benno war aktiver Wanderführer im Harz und setzte sich für den Natur- und Umweltschutz im Nationalpark Harz ein. Außerdem war er Sonderbotschafter der Harzer Wandernadel.
Schmidt war verheiratet und Vater zweier Töchter. Auch seine Ehefrau Helga hatte 2016 bereits über eintausend Aufstiege hinter sich gebracht. Zuletzt war er am 3. Dezember 2022 anlässlich des 33. Jahrestages der Brockenmaueröffnung auf dem Berg.
Benno Schmidt verstarb am 23. Dezember 2022 im Alter von 90 Jahren an den Folgen einer Krebserkrankung.
Am 22. Mai 2023 wanderten etwa 100 Wanderfreunde zu Ehren von Brocken-Benno auf den Brocken. Es wäre sein 91. Geburtstag gewesen.
2023 wurde der Wanderweg Kabelgraben zum Brocken nach ihm in Benno-Schmidt-Weg umbenannt.

## Auszeichnungen

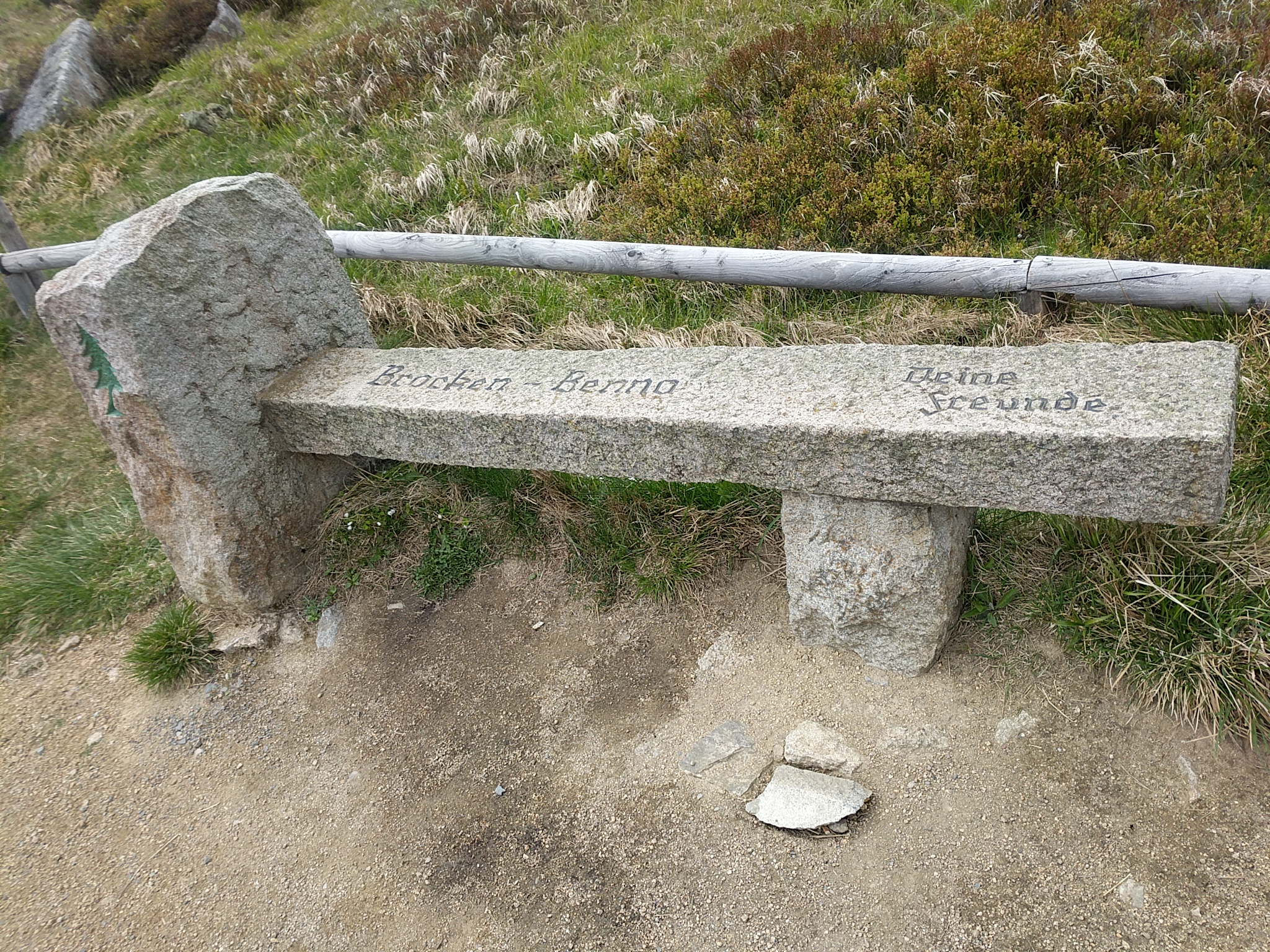
Brocken-Benno-Bank, eingeweiht an seinem 80. Geburtstag und 6666. Brockenaufstieg am 22. Mai 2012 (Mai 2024)

2009 bekam Benno Schmidt die Ehrennadel des Landes Sachsen-Anhalt.
Am 25. Juli 2018 zeichnete ihn Sachsen-Anhalts Ministerpräsident Reiner Haseloff auf dem Brocken für sein großes ehrenamtliches Engagement um diesen Berg und die gesamte Harzregion mit dem Verdienstorden des Landes Sachsen-Anhalt aus.
2020 erhielt er das Bundesverdienstkreuz am Bande.

## Schriften
- Benno Schmidt: Brocken Benno. Der einzige Neuntausender im Harz Joh. Heinr. Meyer Verlag, Braunschweig 2018, ISBN 978-3-926701-89-3.
- Benno Schmidt:  Brocken Benno. Der einzige Neuntausender im Harz. Funke Niedersachsen Services, Braunschweig 2023, ISBN 978-3-910559-03-5.